# Борткевич, Леонид Леонидович
Леони́д Леони́дович Бортке́вич (бел. Леанід Леанідавіч Барткевіч; 25 мая 1949, Минск — 13 апреля 2021, там же) — советский и белорусский эстрадный певец и музыкант. Заслуженный артист Белорусской ССР (1979). Лауреат международных фестивалей и конкурсов. Писал картины.
Солист ВИА «Песняры» (1970—1980, 1999—2003). С 1983 года был солистом Белорусского телевидения и радио. Руководитель собственного ансамбля «Песняры» (август 2003 — ноябрь 2008, февраль 2009 — апрель 2021).
Исполнял такие песни, как «Белоруссия», «Берёзовый сок», «Александрина», «Вероника», «Алеся» и другие. Спел около 600 песен.

## Биография

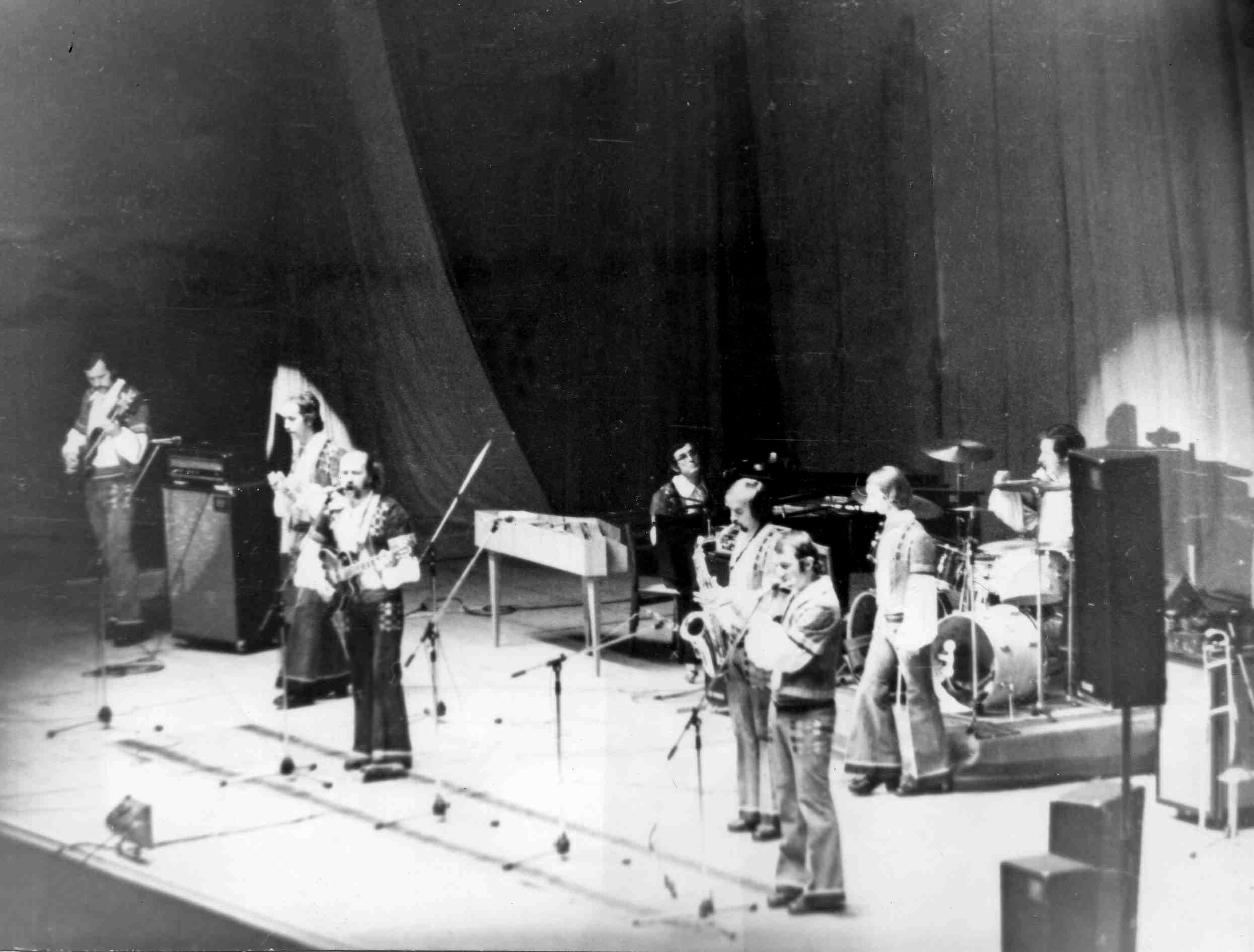
ВИА «Песняры». Леонид Борткевич второй слева. Концерт в Ярославле (РСФСР), 1974 год.

Родился 25 мая 1949 года в Минске. Рано потерял отца, воспитывался матерью.
Способности к пению проявились в раннем детстве — был солистом в хоре мальчиков Дворца пионеров. Потом — солистом хорового ансамбля «Юность» при консерватории. До этого окончил музыкальную школу по классу трубы.
Окончил архитектурный техникум. Кинотеатр «Октябрь» в Минске был спроектирован на основе дипломного проекта Леонида Борткевича. Во время учёбы в техникуме был солистом местного оркестра, в дальнейшем стал вокалистом созданного вокально-инструментального ансамбля «Золотые яблоки».
Работал архитектором в «БелНИИгипросельстрой».
В 1970 году включён в состав ВИА «Песняры», где проявил себя как один из лучших вокалистов ансамбля.
Окончил ГИТИС по специальности «режиссура». Туда Борткевич поступил в 1980 году, в том же году из-за невозможности совмещать учёбу и гастроли покинул ансамбль «Песняры». Записывался и выступал сольно.
По приглашению Юрия Денисова работал в ансамбле «Мальвы» в Киеве.
В 1989 году с женой Ольгой Корбут и сыном Ричардом уехал в США. Концертов там не давал. Работал в компании, которая занималась фотографией и выпуском постеров, где дослужился до менеджера. Работал фотографом. В американский период своей жизни Борткевич, по собственному признанию, не пел.
В 2000 году вернулся в Белоруссию. После возвращения поселился в деревне Валерьяново. В 1999 году вновь стал солистом ВИА «Песняры» и работал в нём до смерти руководителя коллектива Владимира Мулявина в 2003 году.
Предполагалось, что именно Борткевич возглавит ансамбль после кончины Мулявина, но Министерство культуры Белоруссии назначило руководителем «Песняров» Валерия Скорожонка. Сразу же после этого Борткевич вместе с несколькими участниками покинули ансамбль и стали выступать под названием «Песняры под управлением Леонида Борткевича» (под эгидой российского ООО «Песняры»). В 2008 году этот ансамбль распался. В феврале 2009 года Борткевич вместе с Анатолием Кашепаровым и Олегом Молчаном объединились в ансамбль «Песняры» под управлением Борткевича.
Борткевич — автор биографической книги «„Песняры“ и Ольга» (М.: Вагриус, 2003), в которой рассказал о своей творческой и личной жизни, а также об уникальности ансамбля «Песняры». Отдельную главу в книге посвятил Владимиру Мулявину. 
Имел гражданство США и Белоруссии.
По собственному признанию, был католиком по вероисповеданию.
Умер 13 апреля 2021 года от сахарного диабета. В последние дни Борткевич находился в реанимации 3-й больницы Минска. Прощание с Леонидом Борткевичем состоялось 15 апреля в Белорусской государственной филармонии. Похоронен с воинскими почестями на Восточном кладбище Минска.

## Личная жизнь
Был женат три раза. Четыре сына.
Первая жена — Ольга Шумакова из Краснодара (брак продлился пять лет). Сын Алексей (род. 1973).
Вторая жена — Ольга Корбут, гимнастка, четырёхкратная Олимпийская чемпионка (брак продлился 22 года). Сын Ричард (род. 1978).
Третья жена — Татьяна Родянко, модель (на 36 лет моложе Борткевича), родом из Мозыря, окончила экономический университет. Поженились в 2004 году. Сын Кристиан (род. 2005).
Одного ребенка, тоже сына, на пике славы «Песняров» родила Борткевичу фанатка Ирина Померанцева.

## Фильмография
- 1972 — Улица без конца — исполнение песни «Журавли»
- 1973 — Эта весёлая планета — участник ВИА «Песняры»
- 1974 — Ясь и Янина — студент-стройотрядовец, участник ВИА «Песняры»
- 1975 — Горя бояться — счастья не видать — камео (исполнение песни «Я пью за старую любовь»)

В байопике «За полчаса до весны» (2023) в роли Борткевича - актер Сергей Годин.

## Награды
- в составе «Песняров» — лауреат I премии Всесоюзного Конкурса советской песни (Минск, 1973)
- в составе «Песняров» лауреат Фестиваля советской песни в Зелёной Гуре (Польша)
- в составе «Песняров» лауреат X Всемирного Фестиваля молодёжи и студентов (Берлин, ГДР, 1973)
- в составе «Песняров» лауреат Международного Фестиваля песни «Золотой лев» (Лейпциг, ГДР, 1973)
- в составе «Песняров» лауреат Международного Конкурса артистов эстрады «Золотой Орфей» (Болгария, 1974)
- в составе «Песняров» лауреат премии ЛКСМБ (1976)
- в составе «Песняров» лауреат премии ВЛКСМ (1977)
- Заслуженный артист Белорусской ССР (1979)